# CFS Guardians 2020
Questa voce raccoglie le informazioni riguardanti i CFS Guardians nelle competizioni ufficiali della stagione 2020.

## Maschile

### Divízió II 2020

#### Stagione regolare
| 6 settembre 2020 1ª giornata | CFS Guardians | 10 – 6 | Miskolc Renegades |  |

| 3 ottobre 2020 5ª giornata | Rebels Oldboys | 13 – 21 | CFS Guardians |  |

| 18 ottobre 2020 7ª giornata | Jászberény Wolverines | 0 – 20 (a tavolino) | CFS Guardians |  |

| 1º novembre 2020 8ª giornata | CFS Guardians | 38 – 28 | Eger Heroes |  |

#### Playoff
| 14 novembre 2020 Semifinale | CFS Guardians | - – - (annullata) | Tatabánya Mustangs |  |

### Statistiche di squadra
| Competizione      | %Vittorie | In casa | In casa | In casa | In casa | In casa | In casa | In trasferta | In trasferta | In trasferta | In trasferta | In trasferta | In trasferta | Totale | Totale | Totale | Totale | Totale | Totale |
| Competizione      | %Vittorie | G       | V       | N       | P       | Pf      | Ps      | G            | V            | N            | P            | Pf           | Ps           | G      | V      | N      | P      | Pf     | Ps     |
| ----------------- | --------- | ------- | ------- | ------- | ------- | ------- | ------- | ------------ | ------------ | ------------ | ------------ | ------------ | ------------ | ------ | ------ | ------ | ------ | ------ | ------ |
| Stagione regolare | 1.000     | 2       | 2       | 0       | 0       | 48      | 34      | 2            | 2            | 0            | 0            | 41           | 13           | 4      | 4      | 0      | 0      | 89     | 47     |
| Totale            | 1.000     | 2       | 2       | 0       | 0       | 48      | 34      | 2            | 2            | 0            | 0            | 41           | 13           | 4      | 4      | 0      | 0      | 89     | 47     |